# William Edward Baxter
Pour les articles homonymes, voir William Baxter et Baxter.
William Edward Baxter (24 juin 1825 - 10 août 1890) est un homme d'affaires écossais, homme politique libéral et écrivain de voyage.

## Jeunesse et éducation
Né à Dundee, Angus, Baxter fait ses études au High School of Dundee et à l'Université d'Édimbourg. Il est le fils d'Edward Baxter, un bienfaiteur et réformateur qui s'est opposé aux Corn Laws . Il est devenu associé dans l'entreprise de son père d'Edward Baxter & Co. (après WE Baxter & Co.) .

## Carrière politique
Baxter est député libéral de Montrose Burghs de 1855 à 1885 et sert sous William Ewart Gladstone comme secrétaire de l'amirauté de 1868 à 1871 et comme secrétaire financier au Trésor de 1871 à 1873. Il est nommé conseiller privé en 1873. Il est également président du premier jour du Congrès coopératif de 1883.
Il prend sa retraite du Parlement en 1885. Lorsque le Parti libéral s'est divisé sur la question de l'Irish Home Rule en 1886, Baxter soutient la faction unioniste jusqu'à sa mort .

## Famille
William Edward Baxter est le petit-fils de William Baxter, le fondateur de l'entreprise textile Baxter Brothers. Son oncle, Sir David Baxter (en), est un homme d'affaires et philanthrope réputé et sa tante, Mary Ann Baxter (en), est la cofondatrice de l'University College, Dundee .

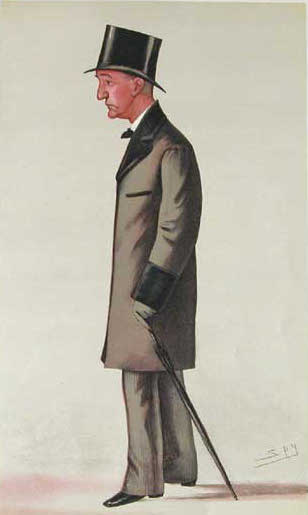
Baxter caricaturé par Spy dans Vanity Fair, 1885

Son fils aîné Edward Armitstead Baxter épouse Isobel Scott-Elliot. Son deuxième fils, Sir George Washington Baxter (1853-1926), suit son père dans la politique, étant une figure de proue du Parti unioniste en Écosse au début du XXe siècle ,. En 1908, il se présente à Dundee en tant que candidat libéral unioniste, mais est battu par le libéral Winston Churchill . Sir George, est actif dans la direction des partis unionistes et unionistes libéraux à Dundee, est président de la Scottish Unionist Association en 1920 ,. Sir George a également poursuivi l'engagement familial auprès de University College, en servant comme président.

## Écrits
Baxter a publié divers ouvrages sur les voyages à l'étranger.
- Impressions d'Europe centrale et méridionale, Londres, 1850, 8vo.
- Le Tage et le Tibre, ou notes de voyage au Portugal, en Espagne et en Italie, Londres, 1852, 2 vol. 8vo.
- L'Amérique et les Américains, Londres, 1855, 8vo.
- Hints to Thinkers, or Lectures for the Times, Londres, 1860, 8vo.

## Vie privée
En novembre 1847, il épouse Janet, la fille aînée de J. Home Scott, un avocat de Dundee. Avec elle, il a deux fils et cinq filles .
Après une longue période de mauvaise santé, WE Baxter est décédé à son domicile, Kincaldrum House, près de Forfar en août 1890 .